# Reinhold Julius
Reinhold Julius (* 8. März 1913 in Magdeburg; † 31. Juli 1937 in Berlin-Plötzensee) war ein deutscher Widerstandskämpfer gegen den Nationalsozialismus und Boxer.

## Leben
Julius wurde als Sohn einer kinderreichen Familie aus dem Arbeitermilieu in der Straße Knochenhauerufer in der Magdeburger Altstadt geboren.
Nach dem Besuch der Volksschule begann er eine Lehrausbildung zum Former, die er jedoch schnell abbrach. Er nahm dann eine Arbeit als ungelernter Arbeiter im Friedrich Krupp AG Grusonwerk in Magdeburg-Buckau auf und war hier zuletzt in der Lichtpause beschäftigt.
Julius engagierte sich in der Arbeiterbewegung. Er war Mitglied des Kommunistischen Jugendverband Deutschlands (KJVD) und des Deutschen Metallarbeiterverbandes (DMV). Er boxte in Arbeitersportvereinen.
In der Zeit des Nationalsozialismus engagierte er sich im Widerstand. Er verteilte regimekritische Literatur und hisste am 1. Mai auf dem Sportplatz von Magdeburg-Fermersleben eine rote Fahne. Nach einer ersten Inhaftierung im Jahr 1933 wurde er 5. März 1936 erneut festgenommen. Am 15. Mai 1936 war die Anklageschrift fertiggestellt, am 12. Dezember 1936 die Nachtragsschrift und Julius des Hoch- und Landesverrats angeklagt. Er wurde Opfer von Folterung und Einzelhaft. Im Sommer 1937 wurde er vom Volksgerichtshof wegen Hochverrat zum Tode verurteilt. Das Urteil wurde im Gefängnis Berlin-Plötzensee durch Enthauptung vollstreckt.
Seine Urne wurde auf dem städtischen Friedhof Berlin-Marzahn beigesetzt. Ein Gedenkstein erinnert dort an ihn und weitere 45 Opfer des Nationalsozialismus. Außerdem findet sich sein Name in Magdeburg auf dem Mahnmal für die Magdeburger Widerstandskämpfer.